# Derbi GP1
Il Derbi GP1 è uno scooter sportivo prodotto dalla casa motociclistica spagnola Derbi dal 2005 al 2011.

## Storia
Il Frutto di un progetto di oltre 9 mesi e costato oltre 800 mila euro con a capo Luca Loris (project manager della divisione scooter della Derbi) il GP1 è uno scooter sportivo con una ciclistica da moto in quanto presenta un telaio a doppio trave che intercorre parallelamente al motore in posizione centrale, con forcellone rovesciato in alluminio (in parte forgiato e in parte in estruso) con diametro da 35 mm, monoammortizzatore centrale e pinza del freno anteriore ad attacco radiale. I freni sono a disco autoventilati e le ruote sono da 14 pollici con pneumatici Pirelli GTS (anteriore da 120/70 e posteriore da 140/60).
Venne presentato all’Intermot di Monaco nel 2004 in forma statica e immediatamente si aggiudica il primo premio per il design nella categoria “scooter” dalla La Motorcycle Design Association (MDA).
Successivamente viene presentato alla stampa a Palma de Maiorca nel febbraio 2005 quando viene posto in produzione nello stabilimento Derbi di Martorelles ed entra in vendita in Europa nella versione con motore 50 cm³ due tempi Piaggio.
L’anno successivo vennero introdotte le versioni con motore 125 e 250 cm³ che presentavano una ciclistica rinforzata con forcella a steli rovesciati da 40 mm di diametro e di un inedito monoammortizzatore centrale posteriore.
Anche l'impianto frenante venne modificato e nella versione 250 viene adottato un doppio disco anteriore da 245 mm, sul 125 invece adotta un disco singolo. Il serbatoio possiede una capacità pari a 11 litri.
Pochi mesi dopo la presentazione del 125 e 250 entra in gamma una nuova variante del cinquantino denominato Open: tale modello è una versione semplificata e meno costosa del 50 classico che viene ora ribattezzato Racing. 
Nello specifico il 50 Open è stato re-ingegnerizzato per essere più confortevole adottando il classico gruppo motore-trasmissione oscillante (e non il motore centrale come sul Racing), inoltre la sospensione posteriore è con monoammortizzatore e mentre la pinza del freno anteriore è di tipo tradizionale. La ruota posteriore è da 13”. La sella è più bassa e contiene un casco jet. Il telaio resta lo stesso del 50 Racing a doppia trave in alluminio. Il motore resta lo stesso (50 a due tempi).
Nel 2011 esce di produzione in seguito alla chiusura dello storico stabilimento di Martorelles.